# Jardim Japão
O Jardim Japão é um bairro da cidade de São Paulo, localizado no distrito de Vila Maria, próximo à Vila Maria Alta e ao Parque Novo Mundo. Neste bairro está a sede da escola de samba Unidos de Vila Maria.
O nome do bairro é devido aos nomes de diversas de suas ruas, que fazem referência a cidades japonesas como Kobe, Hiroshima, Nagasaki, Tóquio (nome de praça), Cerejeiras (árvore típica japonesa), Yokohama, Niigata, Osaka e etc.

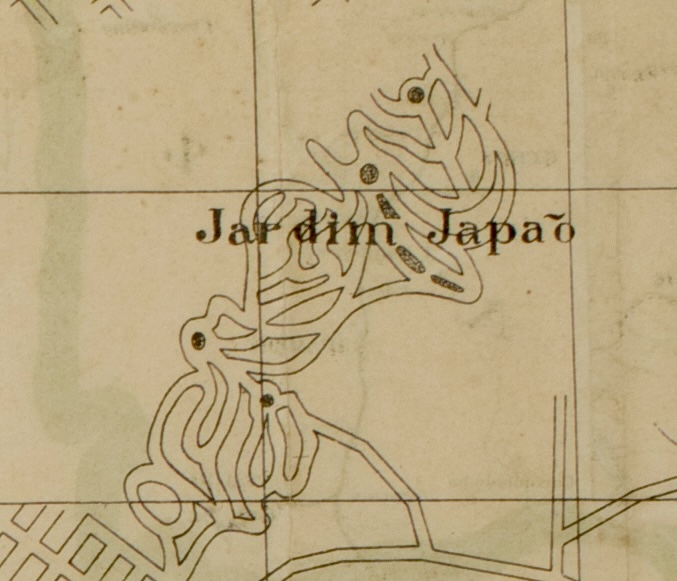
Traçado do bairro, Mapa Oficial da cidade em 1929.

A escola mais antiga construída no Jardim Japão foi a Escola Estadual Imperatriz Leopoldina em 1952.
O bairro tinha duas linhas de ônibus que eram a 2165 (Jardim Japão - Parque Dom Pedro II) na época da CMTC (Companhia Municipal de Transportes Coletivos) até 1994. Depois foi renomeada para (Jardim Japão - Praça da Sé) operada pela CCTC (Cooperativa Comunitária de Transportes Coletivos) até 2002. A outra linha era a 2166 (Jardim Japão - Parque Dom Pedro II) também operada até 2002 pela extinta Empresa Paulista de Ônibus. As duas linhas foram extintas pela então prefeita de São Paulo Marta Suplicy do PT pela frotas das linhas serem muito velhas com ônibus de 10 a 20 anos de uso.